# World Programming
World Programming es una compañía británica también conocida como World Programming Company, WPC.
Desarrolla y distribuye productos de software para análisis numérico, inteligencia de clientes y gestión de datos. Los principales productos de la compañía son World Programming System, (WPS), y Open Reporting Application, ORA.